# Ella Kovacs

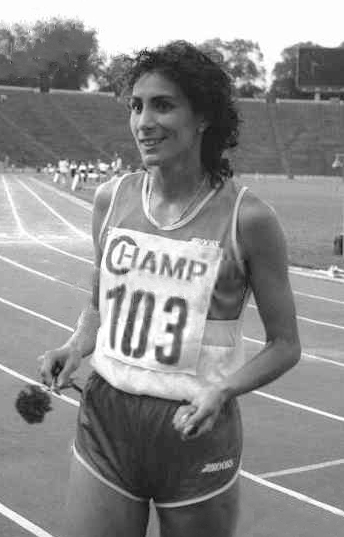
Ella Kovacs (1992)

Ella Kovacs (ungarische Schreibweise Kovács Ella; * 11. Dezember 1964 in Luduș, Kreis Mureș) ist eine ehemalige rumänische Leichtathletin. Sie gehört der ungarischen Minderheit in Siebenbürgen an und gewann in ihrer Karriere zwei WM-Bronzemedaillen im 800-Meter-Lauf.

## Karriere
Die Mittelstreckenläuferin gewann bei den Leichtathletik-Halleneuropameisterschaften 1985 in Piräus in 2:00,51 min ihren ersten großen Titel und besiegte dabei Nadija Olisarenko. Im Sommer 1985 lief sie ihre persönliche Bestleistung, mit der sie die Weltjahresbestenliste 1985 anführte. Bei den Halleneuropameisterschaften 1986 in Madrid wurde sie abgeschlagen Fünfte. In den folgenden Jahren lief sie sporadisch Weltklassezeiten, aber fand erst nach einigen Jahren zurück in die Weltspitze.
Bei den Leichtathletik-Europameisterschaften 1990 in Split lief sie 1:58,33 min und belegte damit den fünften Platz. Im Jahr darauf kämpfte sie bei den Hallenweltmeisterschaften in Sevilla mit ihrer Landsfrau Violeta Beclea um die Plätze hinter der Deutschen Christine Wachtel. Kovacs unterlag Beclea um 0,04 Sekunden und belegte in 2:01,79 min den dritten Platz. Bei den Weltmeisterschaften in Tokio liefen nach einem schnellen Rennen vier Läuferinnen innerhalb von 0,13 Sekunden durchs Ziel. Es siegte Lilija Nurutdinowa vor Ana Fidelia Quirot und Kovacs in 1:57,58 min. Mit dem Juniorenweltrekord von 1:57,63 min wurde Maria de Lurdes Mutola Vierte.
1992 gewann Ella Kovacs Gold bei den Halleneuropameisterschaften in Genua. Bei den Olympischen Spielen 1992 in Barcelona erreichte sie zwar das Finale, wurde dort aber nach einem sehr schnellen Rennen in 1:57,95 min nur Sechste, während völlig überraschend die Niederländerin Ellen van Langen gewann. In Toronto entwickelte sich das Finale der Hallenweltmeisterschaften 1993 ebenfalls zu einem Tempo-Rennen, wobei Mutola dem Feld einfach davonlief; Kovacs verlor gegen Ende des Rennens den Anschluss und wurde Fünfte. Bei den Weltmeisterschaften in Stuttgart lief Kovacs 1:57,92 min und gewann Bronze hinter Mutola und Ljubow Gurina. 
Bei den Halleneuropameisterschaften in Paris gewann Kovacs in 2:00,49 min Silber, 0,07 Sekunden hinter der Weißrussin Natallja Duchnowa. Im Sommer 1994 wurde Kovacs drei Monate gesperrt, da sie des Dopings mit Ephedrin überführt wurde. Bei den Weltmeisterschaften 1995 in Göteborg erreichte sie das Halbfinale.
Ella Kovacs ist 1,70 m groß und wog in ihrer Wettkampfzeit 55 kg. 1991 und 1992 wurde sie Rumänische Meisterin über 800 Meter, 1995 gewann sie über 1500 Meter.

## Bestzeiten
- 800 m: 1:55,68 min, 2. Juni 1985, Bukarest
  - Halle: 1:59,43 min, 6. Februar 1994, Bukarest
- 1000 m: 2:32,40 min, 2. Juli 1993, Villeneuve-d’Ascq
  - Halle: 2:39,33 min, 5. Februar 1993, Berlin
- 1500 m: 4:06,38 min, 18. August 1985, Bukarest
  - Halle: 4:09,80 min, 24. Februar 1985, Budapest